# Hal Roach
Harold Eugene Roach Sr. (n. 14 ianuarie 1892, Elmira⁠(d), New York, SUA – d. 2 noiembrie 1992, Bel Air⁠(d), California, SUA) a fost un producător american de film și televiziune, regizor și actor a cărui carieră în anii 1910 și se termină în anii 1990. Astăzi este cel mai cunoscut pentru producerea filmelor cu Stan și Bran și a seriei de filme de comedie Our Gang.

## Biografie
În adolescență, a renunțat la școală și a început să muncească. Hal Roach a fost șofer și a lucrat la o firmă de exploatare a zăcămintelor minerale din Alaska.
În 1912, s-a mutat la Hollywood, iar în 1914 a înființat casa de producție cinematografică Hal Roach Studios.
S-a căsătorit în 1916, având șase copii.
În 1955, s-a retras din activitate, lăsându-l la conducerea producțiilor cinematografice pe fiul său, Hal Roach Jr. 
A primit un premiu Oscar onorific în 1984 și a fost onorat cu o stea pe Hollywood Walk of Fame. 
Hal Roach a murit în 1992, la vârsta de 100 de ani.

## Filmografie
- His Only Father (1919)
- Get Out and Get Under (1920)
- Men of the North (1930)
- On the Loose (1931)
- The Devil's Brother (1933)
- The Housekeeper's Daughter (1939)
- Captain Fury (1939)
- One Million B.C. (1940)
- Turnabout (1940)

## Legături externe
- Hal Roach la Internet Movie Database
- Detailed Roach filmography on The Lucky Corner Our Gang website
- The Charlie Hall Picture Archive Arhivat în 3 martie 2016, la Wayback Machine.
- Roach filmography and list of publications at FilmReference.com